# Pheidole termitophila
Pheidole termitophila är en myrart som beskrevs av Auguste-Henri Forel 1904. Pheidole termitophila ingår i släktet Pheidole och familjen myror.

## Underarter
Arten delas in i följande underarter:
- P. t. liberiensis
- P. t. termitophila